# 島田飴
島田飴（しまだあめ）は、宮城県黒川郡大和町吉岡の吉岡八幡神社で縁結びを願って作成されてきた伝統的な縁起物の飴である。

## 概要
島田飴は花嫁の島田髷をかたどった飴細工であり、縁結びの縁起物であるとされる。
現在は地元ボランティアが祭りの直前に作成している。作成された飴は全て吉岡八幡神社により縁結びの祈祷を受け「島田飴まつり」で限定販売されるが、整理券が30分で無くなるほどの人気であるという。
島田飴は、神棚または部屋の高いところへ、大きく末広がりの面を手前にして飾り、新年を迎えたら小さく分けて食べる。食べきらない飴は、砂糖代わりに利用される。

## 起源
元和年間の12月14日に吉岡八幡神社の神主が村を通りかかったところ、高島田に髷を結った花嫁が現れ恋煩いとなったが、村人が高島田の髷の形の飴を持って慰問した。神主は島田飴を気に入り、薬の様に服用したところ回復した。神主は村の人々に感謝し、12月14日に縁結びの祭事を催すこととなった。
現在では伝統行事の他、町おこしイベントとしての側面もある。